# 207716 Wangxichan
207716 Wangxichan este o planetă minoră (asteroid) din centura de asteroizi. A fost descoperită pe 11 septembrie 2007 la Xuyi County⁠(d) de Observatorul de pe Muntele Purpuriu⁠(d) și a fost numită după Wang Xichan⁠(d). 
Obiectul prezintă o orbită caracterizată de o semiaxă mare de 2,3759465756652 UAi, o excentricitate de 0,19, o înclinație de 1 ° în raport cu ecliptica.